# اورمونت
اورمونت (به آلمانی: Ormont) یک شهر در آلمان است که در فولکانایفل واقع شده‌است. اورمونت ۳۸۷ نفر جمعیت دارد.